# Grupa (osada)
Grupa (niem. Gruppe) – osada w Polsce położona w województwie kujawsko-pomorskim, w powiecie świeckim, w gminie Dragacz przy drodze wojewódzkiej nr 272 i na trasie linii kolejowej Grudziądz – Laskowice Pomorskie.
Przez oddalone o około 3 km Dolną i Górną Grupę przebiega droga krajowa nr 91.
Do 1954 roku miejscowość była siedzibą gminy Grupa. W latach 1975–1998 miejscowość położona była w województwie bydgoskim.
Częścią osady położoną we wschodniej części jest osiedle wojskowe Grupa-Osiedle, na którym mieszka około 3000 mieszkańców.